# Zoio

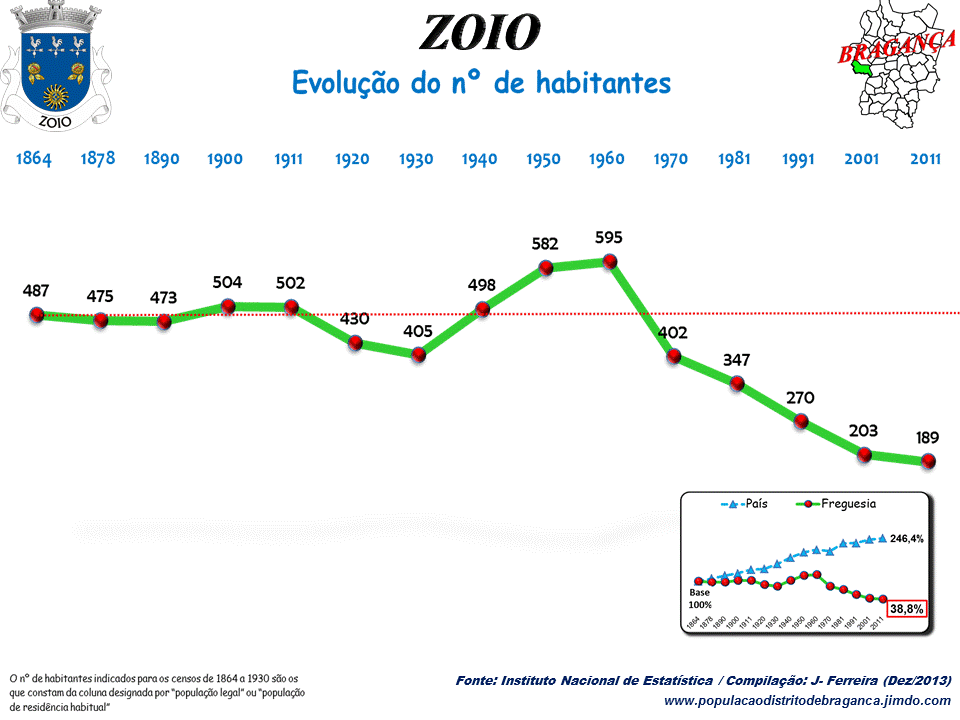

Zoio est une freguesia portugaise du concelho de Bragance, avec une superficie de 24,39 km2 pour une population de 189 habitants (2011). Densité: 7,7 hab/km2.
Les villages de Martim et de Refóios font partie de la freguesia.